# 酒石酸氢钠
酒石酸氢钠是一种有机酸盐，化学式为NaC4H5O6。它可由氢氧化钠和(+)-酒石酸在水中反应得到。它和硝酸银反应，可以得到[Ag(μ3-HC4H4O6)(H2O)]n。

## 结构
酒石酸氢钠为单斜晶系晶体，空间群P21，而钾、铷、铯的酒石酸氢盐的空间群为P212121。其结构中存在L-酒石酸氢根离子间的不对称O–H…O氢键。
酒石酸氢钠的一水合物为正交晶系晶体，空间群P212121；一水合物的另一种单斜P21/c晶型也是已知的。